# Juršinci
Juršinci là một khu tự quản (tiếng Slovenia: občine, số ít – občina) trong vùng Podravska của Slovenia. Juršinci có diện tích 36.3 km2, dân số là theo điều tra ngày 31 tháng 3 năm 2002 là 2206 người. Thủ phủ khu tự quản Juršinci đóng tại Juršinci.